# Аріонештій-Ной
Аріонештій-Ной (рум. Arioneștii Noi) — село у повіті Прахова в Румунії. Адміністративно підпорядковане місту Урлаць.
Село розташоване на відстані 61 км на північ від Бухареста, 14 км на схід від Плоєшті, 87 км на південний схід від Брашова.

## Населення
За даними перепису населення 2002 року у селі проживали 243 особи.
Національний склад населення села:
| Національність | Кількість осіб | Відсоток |
| -------------- | -------------- | -------- |
| румуни         | 216            | 88,9%    |
| цигани         | 27             | 11,1%    |

Рідною мовою назвали:
| Мова      | Кількість осіб | Відсоток |
| --------- | -------------- | -------- |
| румунська | 216            | 88,9%    |
| циганська | 27             | 11,1%    |